# 보리스 사보비치

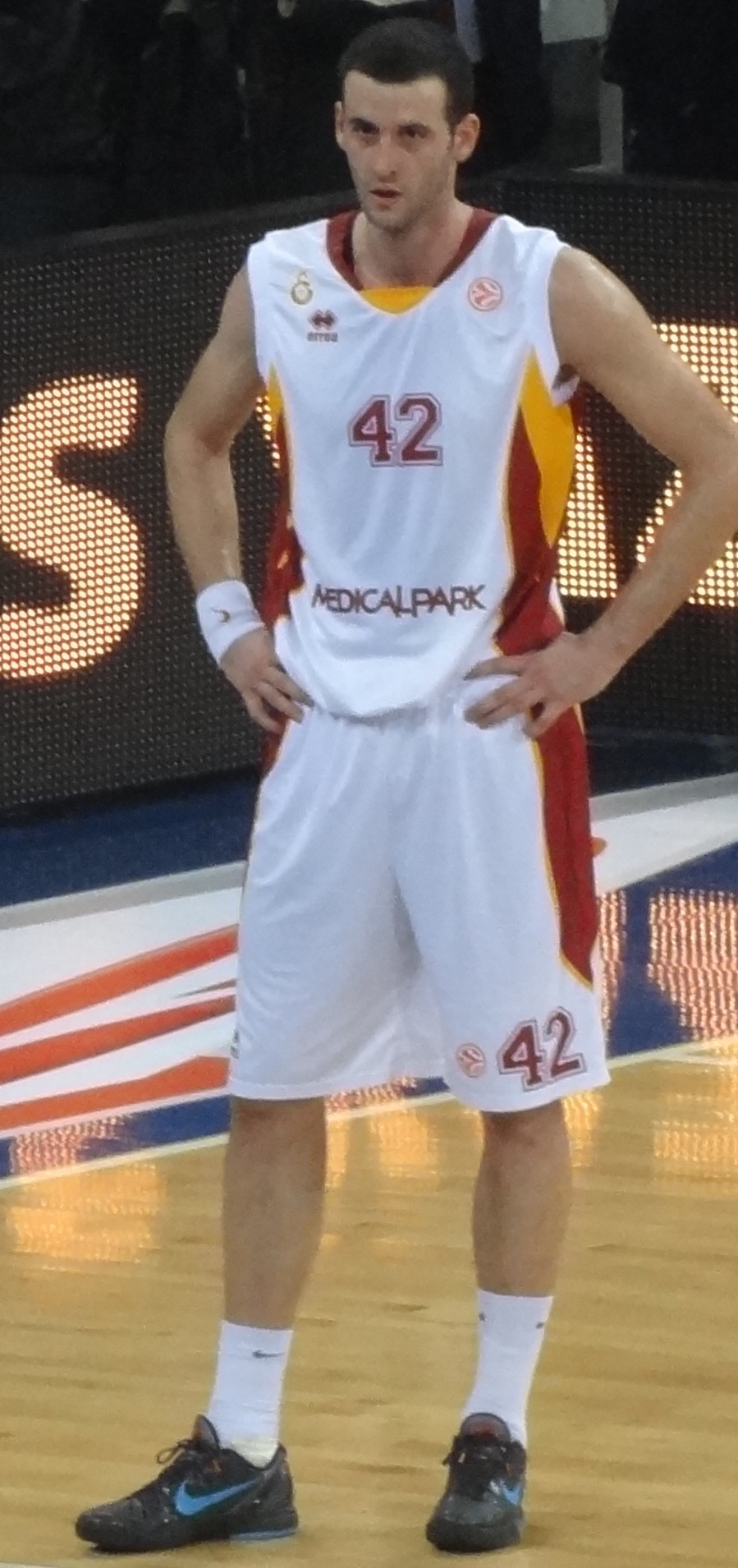

보리스 사보비치(Boris Savović, 세르비아어: Борис Савовић, 1987년 6월 18일 ~)는 세르비아 몬테네그로 출신의 농구 선수이다. 2019년 고양 오리온 오리온스에서 선수로 뛰었다.

## 경력
사보비치는 2004년 세르비아 농구 리그의 헤오팜(Hemofarm)에서 프로 경력을 시작했다. 2009년 9월, 그는 몬테네그로 팀인 부두치노스트 포드고리차(Budućnost Podgorica)와 1년 계약을 체결했다. 2010년 9월 헤모팜으로 돌아와 계약을 1년 더 연장할 수 있는 옵션과 함께 1년 계약을 체결한 사보비치는 아드리아틱 리그(Adriatic League)의 2011-12 시즌에서 경기당 평균 12.8 득점,  11.4 리바운드를 기록했다. 2012년 1월 사보비치는 터키로 이적하여 남은 시즌 동안 갈라타사라이 메디컬 파크(Galatasaray Medical Park)에서 뛰었다.
2012년 7월 26일 사보비치는 크르베나 즈베즈다(Crvena zvezda)와 2년 계약을 체결했고, 2013년 Radivoj Korać Cup에서 우승했다. 그해 9월 26일에는 독일 유로리그 클럽 바이에른 뮌헨과 1년 계약을 체결했으나, 다음해인 2014년 6월 뮌헨과 재계약하지 않고 7월 18일 라티오팜 울름(Ratiopharm Ulm)과 1년 계약을 체결했다. 2015년 2월 20일에는 울름을 떠나 남은 시즌 동안 부두치노스트 볼리(Budućnost VOLI)와 계약했다.
2015년 6월 11일, 그는 터키 클럽 튀르크 텔레콤(Türk Telekom)과 계약했다. 2015년 12월 13일, 그는 6개의 리그 경기와 3개의 FIBA 유럽 컵 경기에 출전한 후 튀르크 텔레콤과 결별했다. 2015년 12월 25일 메가 렉스(Mega Leks)와 계약을 맺었다. 2016년 1월 15일, 그는 메가를 떠나 남은 시즌 동안 이탈리아 클럽 레예르 베네치아 메스트레(Reyer Venezia Mestre)와 계약했다. 2016년 7월 5일 2016-17 시즌에 부두치노스트로 복귀했다. 2017년 7월 14일에는 2017-18 시즌을 위해 폴란드 클럽 스텔멧 지엘로나 고라(Stelmet Zielona Góra)와 계약했다.
2018년부터 러시아 클럽 아보토도르 사라토프(Avtodor Saratov)에서 뛰던 사보비치는 2019년 4월 한국프로농구 팀 고양 오리온 오리온스에서 올루 아샤올루의 시즌 대체 선수로 영입되었다. 그러나 코로나19 범유행의 여파로 시즌 도중 팀을 떠났다. 사보비치는 고양 오리온 오리온스에서 통산 31경기 출전, 평균 15.3점 득점과 5.9리바운드를 기록했다.
2020년 3월 3일, 사보비치는 VTB 유나이티드 리그의 파르마와 계약했다. 2021년 9월 4일, 사보비치는 BC 에니세이와 계약했다. 2022년 1월 5일 메가 모차르트와 단기 계약을 맺은 사보비치는 바레인 프리미어 리그의 Al-Muharraq과 계약했다.